# Caño de Trebujena
El Caño de Trebujena es un pequeño río de las provincias de Cádiz y Sevilla, en la comunidad autónoma de Andalucía, que fluye en dirección norte hasta desaguar en el río Guadalquivir, siendo el último afluente por su margen izquierda antes de la desembocadura en Sanlúcar de Barrameda.

## Cauce del río y características de su cuenca
Este río nace en las inmediaciones de Las Tablas, Polila y Añina, en el municipio de Jerez de la Frontera, en la provincia de Cádiz. Su cauce principal y arroyos forman una cuenca hidrográfica que ocupa 266 km² que atraviesa los municipios de Jerez de la Frontera, El Cuervo, Lebrija y Trebujena. La mayor parte del cauce del Caño de Trebujena y sus arroyos se encuentran canalizados para servir a los regadíos que abundan en la zona.